# Joan Saurina i Rovira
Joan Saurina i Rovira (Vilassar de Dalt, 15 de març de 1916 - ?) fou un futbolista català de les dècades de 1930 i 1940.
Després de jugar al CE Vilassar de Dalt, fitxà pel FC Barcelona l'any 1934. Jugà dues temporades al club, però només disputà un partit oficial de lliga durant la temporada 1934-35. A continuació jugà a l'EC Granollers i la UE Sants. Després de la guerra civil jugà al Reial Valladolid la temporada 1943-44. La resta de la seva carrera defensà els colors de diversos clubs modestos catalans, com foren: CE Júpiter, CF Vilanova, FC Vilafranca, FC Palafrugell, CE Premià, CE Cervera, CF Torelló i AD Guíxols.